# Banachs fixpunktssats
Banachs fixpunktssats, är en matematisk sats inom analysen, som säger att en kontraktionsavbildning alltid har en unik fixpunkt. Satsen är uppkallad efter Stefan Banach, som formulerade den 1922.

## Banachs fixpunktssats
Antag att {\displaystyle X} är ett icke-tomt metriskt rum som är fullständigt, och att {\displaystyle T:X\to X} är en kontraktionsavbildning. {\displaystyle T}  har i så fall en unik fixpunkt. Det existerar således exakt ett element {\displaystyle x\in X} som uppfyller {\displaystyle T(x)=x}.

## Bevis
Välj ett godtyckligt {\displaystyle x_{0}\in X} och konstruera sedan följden {\displaystyle (x_{n})} genom:
{\displaystyle x_{1}=T(x_{0})}
{\displaystyle x_{2}=T(x_{1})=T^{2}(x_{0})}
{\displaystyle x_{n}=T(x_{n-1})=T^{n}(x_{0})}
Då {\displaystyle T} är en kontraktionsavbildning fås att:
{\displaystyle d(x_{n+1},x_{n})=d(T(x_{n}),T(x_{n-1}))\leq ad(x_{n},x_{n-1})=ad(T(x_{n-1}),T(x_{n-2}))\leq ...\leq a^{m}d(x_{0},x_{1})}
För godtyckliga naturliga tal {\displaystyle m} och {\displaystyle n} med {\displaystyle m<n} får vi nu, genom triangelolikheten och att {\displaystyle a<1}, att:
{\displaystyle d(x_{m},x_{n})\leq d(x_{m},x_{m+1})+d(x_{m+1},x_{m+2})+...+d(x_{n-1},x_{n})\leq (a^{m}+a^{m+1}+...+a^{n-1})d(x_{0},x_{1})=a^{m}{\frac {1-a^{n-m}}{1-a}}d(x_{0},x_{1})}
{\displaystyle d(x_{m},x_{n})\leq a^{m}{\frac {1-a^{n-m}}{1-a}}d(x_{0},x_{1})\leq {\frac {a^{m}}{1-a}}d(x_{0},x_{1})}
Här kan högerledet göras godtyckligt litet, eftersom {\displaystyle d(x_{0},x_{1})} är fixt och {\displaystyle a^{m}\to 0} när {\displaystyle m\to \infty }. Detta ger att följden {\displaystyle (x_{n})} är en Cauchyföljd och då {\displaystyle X} är fullständigt finns det ett gränsvärde {\displaystyle x} så att {\displaystyle x_{n}\to x}.
{\displaystyle x} är i själva verket fixpunkten för {\displaystyle T}, då
{\displaystyle d(x,T(x))\leq d(x,x_{m})+d(x_{m},T(x))=d(x,x_{m})+d(T(x_{m-1}),T(x))\leq d(x,x_{m})+ad(x_{m-1},x)}
eftersom {\displaystyle d(x,x_{m})} och {\displaystyle d(x_{m-1},x)} kan göras godtyckligt litet för stora {\displaystyle m} ({\displaystyle x_{m}} går mot {\displaystyle x} ger att avståndet går mot noll).
Antag att det finns en annan fixpunkt för {\displaystyle T} kallad {\displaystyle y}, då vi får:
{\displaystyle 0\leq d(x,y)=d(T(x),T(y))\leq ad(x,y).}
Men {\displaystyle a<1} ger oss att {\displaystyle d(x,y)=0}, det vill säga {\displaystyle x=y}.

## Tillämpningar
Banachs fixpunktssats kan användas till att bevisa många andra satser, däribland inversa funktionssatsen och Picard-Lindelöfs sats om existensen av och uniciteten hos lösningar till vissa ordinära differentialekvationer.